# Escândalo de exploração sexual infantil de Rotherham

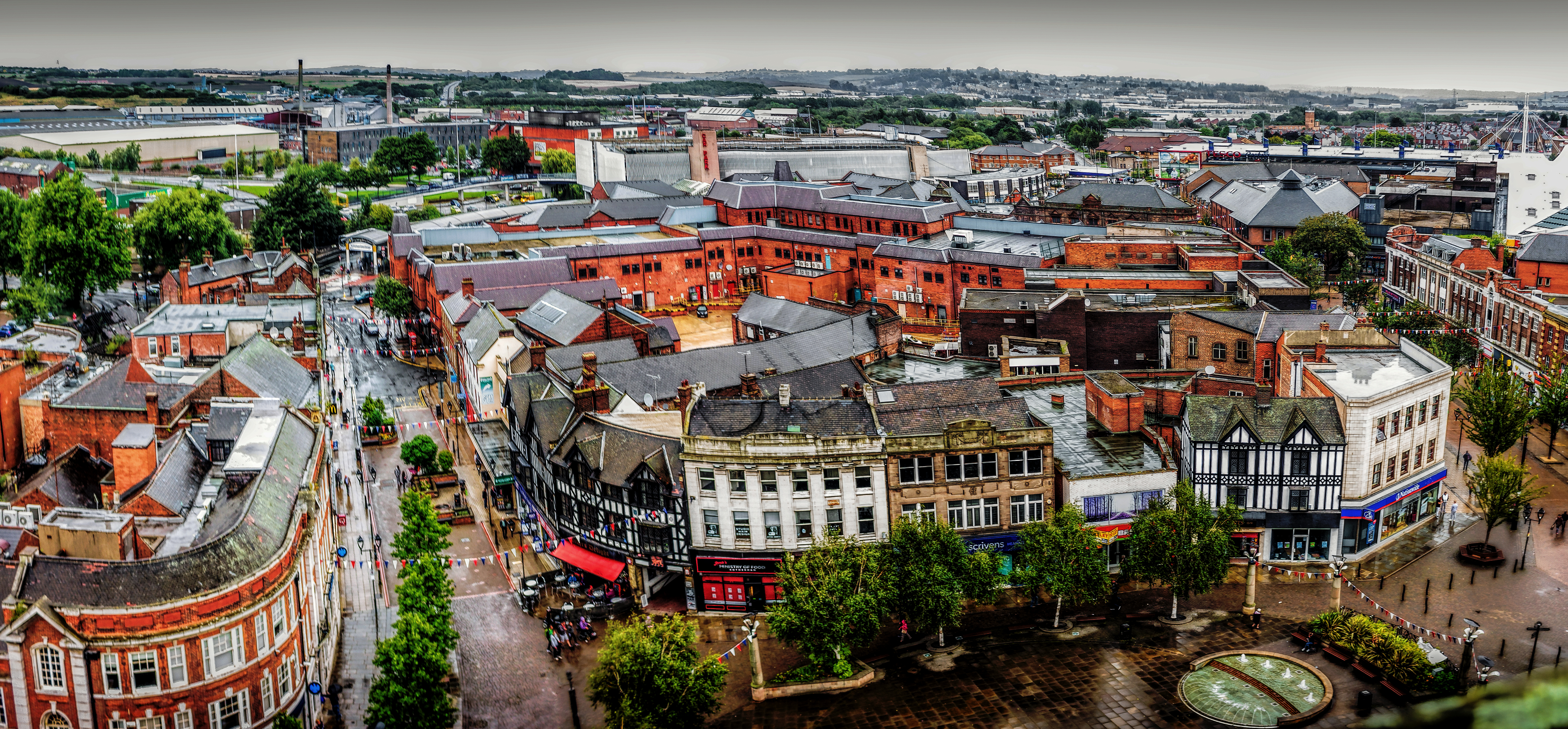
Centro de Rotherham (Setembro de 2016)

 O escândalo da exploração sexual infantil de Rotherham consistiu no abuso sexual organizado de crianças que ocorreu na cidade de Rotherham, no Norte de Inglaterra, desde o final da década de 1980 até à década de 2010, e no facto de as autoridades locais não terem agido com base em relatos do abuso durante a maior parte desse período.
A investigadora Angie Heal, que foi contratada por funcionários locais e os alertou para a exploração infantil ocorrida entre 2002 e 2007, descreveu-a desde então como o "maior escândalo de protecção infantil na história do Reino Unido". As provas do abuso foram registadas pela primeira vez no início da década de 1990, quando os directores dos lares investigaram relatos de que crianças ao seu cuidado estavam a ser apanhadas nas ruas  por taxistas. A primeira condenação em grupo teve lugar em 2010, quando cinco homens britânico-paquistaneses foram condenados por crimes sexuais contra raparigas com idades entre os 12 e os 16 anos. A partir de Janeiro de 2011 Andrew Norfolk, do The Times pressionou a questão, relatando em 2012 que o abuso na cidade era generalizado, e que a polícia e o conselho do distrito tinham conhecimento do mesmo há mais de dez anos.
O relatório de Alexis Jay de 2014 revelou que pelo menos 1.400 crianças, maioritariamente brancas, foram sujeitas a uma terrível exploração sexual em Rotherham por grupos de homens, predominantemente de origem paquistanesa, entre 1997 e 2013. Este novo tipo de crime, com o seu particular modus operandi, verificou-se também em muitas cidades do Reino Unido, tais como Rochdale, Newcastle, Oxford,Keighley, Telford, Peterborough, Derby, Sheffield, Huddersfield, Aylesbury e Bristol. Com uma pequena variante — os abusadores eram na sua maioria marroquinos — foi encontrado também na Holanda cerca de 2000.

## Contexto
Com uma população de cerca de 110 mil habitantes em 2011, Rotherham é a maior cidade dentro do Burgo Metropolitano de Rotherham, em South Yorkshire. Cerca de 11,9 por cento dos citadinos pertencia a grupos étnicos negros e minoritários, cerca de oito por cento da população do burgo. Três por cento do bairro pertenciam à comunidade de origem paquistanesa. Havia 68.574 cristãos na cidade em 2011, 23.909 sem religião, 8.682 muçulmanos, 7.527 não declarados, e um pequeno número de hindus, sikhs, judeus e budistas.  O desemprego era superior à média nacional, e 23% das casas eram habitação social.
A  área tem sido tradicionalmente um reduto do Partido Trabalhista, e até Sarah Champion ter sido eleita em 2012, nunca tinha tido uma deputada. O conselho era igualmente dominado por homens; uma fonte interna, trabalhista, disse ao The Guardian em 2012: "A classe política de Rotherham é masculina, masculina, masculina". Em Maio de 2014 havia 63 membros eleitos no Conselho do Concelho Metropolitano de Rotherham: 57 Trabalhistas, quatro Conservadores, um UKIP e um independente. As eleições de Agosto desse ano assistiram a uma mudança para o UKIP: 49 Trabalhistas, 10 UKIP, 2 Conservadores e 2 independentes. O governo dissolveu o conselho em 2015 após o relatório Casey e substituiu-o por uma equipa de cinco comissários.

### Terminologia
O termo "exploração sexual infantil"  (CSE: child sexual exploitation) foi utilizado pela primeira vez em 2009 num documento do Departamento de Educação do Reino Unido. Tinha a intenção de substituir o termo "prostituição infantil" , que implicava um nível de consentimento. A CSE é uma forma de abuso sexual infantil em que é oferecido às crianças algo -- dinheiro, drogas, álcool, comida, um lugar para ficar, ou mesmo apenas afeto - em troca de atividade sexual. A violência e a intimidação são comuns.

## Projeto Risky Business
Os primeiros relatos de aliciamento localizado em Rotherham datam do início dos anos 90, quando vários gestores de lares de crianças locais criaram um grupo para investigar relatos de que táxis conduzidos por homens paquistaneses estavam a chegar a lares para levar as crianças.

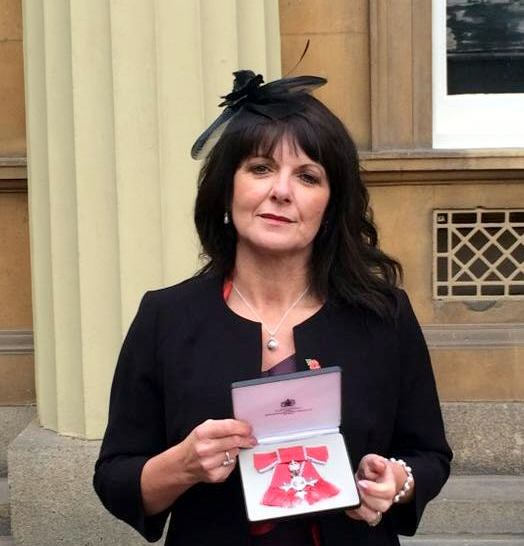
Jayne Senior no Palácio de Buckingham em Novembro de 2016

 Em 1997 o Conselho de Rotherham criou um projecto local para jovens, o Risky Business, para trabalhar com meninas e mulheres com idades entre os 11-25 anos que se pensava estarem em risco de exploração sexual nas ruas. Jayne Senior, mais tarde (2016) galardoada com a Ordem do Império Britânico pelo seu papel na descoberta do abuso, começou a trabalhar para a Risky Business como coordenadora por volta de Julho de 1999. As utilizadoras eram maioritariamente  brancas: das 268 que utilizaram o projeto de Março de 2001 a Março de 2002, 244 eram brancas, 22 eram as assim chamadas "britânico-asiáticas", e 2 eram negras.
Jayne Senior começou a encontrar provas, por volta de 2001, do que parecia ser uma rede de aliciamento localizada. A maioria dos clientes do Risky Business vinham anteriormente de Sheffield, que tinha um "distrito de luz vermelha". Agora, as meninas eram mais jovens e vinham de Rotherham. Meninas com apenas 10 anos faziam amizade, talvez com crianças da sua idade, antes de serem passadas para homens mais velhos que as violavam e se tornavam os seus "namorados". Muitas das meninas eram de famílias perturbadas, mas não todas. As crianças recebiam álcool e drogas e em seguida diziam-lhes que tinham de pagar a "dívida", fazendo sexo com outros homens. Os perpetradores começavam a obter informações pessoais sobre as meninas e as suas famílias - onde os seus pais trabalhavam, por exemplo - detalhes que eram usados para ameaçar as raparigas se elas tentassem retirar-se. As janelas das casas das famílias eram partidas; foram feitas ameaças de violar as mães e as irmãs mais novas. As crianças passavam a acreditar que a única forma de manter as suas famílias seguras era cooperando.
Num dos casos que chamou a atençao do Risky Business, uma criança  foi repetidamente violada dos 13 aos 15 anos, e acreditava que a sua mãe seria a próxima vítima: "Costumavam seguir a minha mãe porque sabiam quando ia às compras, a que horas tinha ido às compras, para onde tinha ido" Uma menina de 15 anos foi informada de que estava "a uma bala" da morte. Meninas eram encharcadas com gasolina e disseram-lhes que estavam prestes a morrer. Quando ela disse ao seu "chulo" que estava grávida e não sabia quem era o pai, uma menina de 15 anos foi espancada com um martelo de orelhas até ficar inconsciente.  Uma criança de 12 anos com um "namorado" de 24 anos teve uma mãe que convidou os perpetradores para a casa da família, onde a menina fez sexo oral aos homens por 10 cigarros.
De acordo com Senior, a Risky Business acabou por ter tanta informação sobre os perpetradores que a polícia sugeriu que ela começasse a reencaminhá-la para uma caixa de entrega electrónica, a "Caixa Cinco", na rede informática da Polícia de South Yorkshire. Disseram-lhe que isto protegeria a identidade das fontes da Risky Business. Soube mais tarde que a polícia não tinha lido sequer os relatórios que ali tinha deixado, e que aparentemente não podiam ser acedidos  por outras forças.
O Risky Business foi visto como um "incómodo" e encerrado pelo conselho em 2011.

## Relatório Weir em 2001

### Estudo piloto do Ministério do Interior
Em 2000, Adele Weir, uma advogada de Yorkshire, foi contratada pelo Conselho de Rotherham como oficial de investigação e desenvolvimento num estudo piloto do Programa de Redução da Criminalidade do Ministério do Interior, "Tackling Prostitution": What Works" Uma secção do estudo foi dedicada aos "jovens e prostituição", e três cidades - Bristol, Sheffield e Rotherham - foram destacadas nessa secção. Weir foi contratada para escrever o relatório sobre Rotherham. Parte do objectivo do seu projecto era: "Recolha de informações e provas sobre homens alegadamente envolvidos na coacção de mulheres jovens à prostituição, com as quais a polícia poderia prosseguir investigações e/ou processos judiciais".
Investigadores da Universidade de Bedfordshire, incluindo a analista social Margaret Melrose, estiveram envolvidos como avaliadores do Home Office. A directora de Weir era a gestora da Risky Business, e ela foi instalada nos escritórios da Risky Business no Centro Internacional de Rotherham, onde trabalhou com Jayne Senior. De acordo com Weir, ela encontrou "más práticas profissionais desde a fase inicial" do conselho e da polícia; as questões de proteção infantil foram, na sua opinião, "ignoradas, descartadas ou minimizadas"

### Mapeamento
Em resposta a uma queixa da polícia de que as provas de abuso de crianças em Rotherham eram episódicas, Weir compilou um mapeamento de 10 páginas em 2001, mostrando o que aparentacva ser uma rede de abuso local. Em prova submetida à Comissão dos Assuntos Internos (Home Affairs Committee) em 2014, escreveu que tinha encontrado "um pequeno número de suspeitos de abuso que eram bem conhecidos de todos os serviços importantes em Rotherham"  Usando matéria obtida pela Risky Business, e dos serviços de saúde, serviços sociais, registos policiais, um projecto de sem-abrigo, e serviços de "abuso de substâncias", o relatório de Weir incluiu nomes de suspeitos, matrículas dos carros usados para transportar as crianças, as ligações dos suspeitos a negócios locais e a pessoas fora da área, e as relações entre os suspeitos e as meninas. Os suspeitos incluíam membros da família Hussain, que se pensava estarem entre os cabecilhas da rede, que foram presos em 2016. Weir estimava nessa altura que haveria mais de 270 vítimas.

### Relatório ao Ministério do Interior
O relatório de Adele Weir para os avaliadores do Home Office ligava 54 crianças abusadas à família Hussain, a partir de Outubro de 2001. Dezoito crianças tinham nomeado um desses homens, Arshid Hussain (então com cerca de 25 anos), como seu "namorado", e várias tinham engravidado Uma das 18 meninas de 14 anos de idade na altura engravidou duas vezes. Em 2014 ela disse ao programa Panorama que os assistentes sociais tinham manifestado preocupação por Hussain estar perto de um bebé devido à sua história de violência, mas não tinham, segundo a vítima, manifestado a mesma preocupação por ela; disse ao Panorama que a sua relação com ele era consensual. (Em Fevereiro de 2016 Arshid Hussain foi condenado por múltiplas violações e encarcerado durante 35 anos). O relatório Weir acrescentou que os membros da família Hussain eram "alegadamente responsáveis por grande parte do crime violento e do tráfico de drogas na cidade". Utilizavam telemóveis indetetáveis - dizia o relatório - tinham acesso a carros caros, estavam ligados a uma empresa de táxis, e podem ter estado envolvidos em hotéis que eram utilizados pelos serviços sociais para alojamentos de emergência. Várias meninas enviadas para esses hotéis queixaram-se de lhes ter sido oferecido dinheiro, logo após a sua chegada, caso tivessem relações sexuais com vários homens. Outras meninas foram visadas em estações de comboios e autocarros.
Weir entregou o seu relatório a um inspector da Polícia de South Yorkshire; a única resposta  foi que era "inútil". De acordo com o relatório Jay, um incidente foi, para Weir, a "gota de água final". Uma vítima decidiu apresentar uma queixa junto da polícia. Os perpetradores tinham quebrado os vidros das janelas dos seus pais e partido as pernas dos seus irmãos para a impedir de denunciar as violações. Weir levou-a à esquadra da polícia, mas enquanto lá estavam, a vítima recebeu um texto do perpetrador a dizer que tinha a irmã de 11 anos com ele, e a escolha era "sua". Isso levou a vítima a acreditar que alguém tinha dito ao perpetrador que ela estava na esquadra da polícia, e decidiu não prosseguir com a queixa: "Vocês não conseguem proteger-me".  Na sequência disto, e com o consentimento do seu director, Weir escreveu em Outubro de 2001, escreveu a Mike Hedges, o Chefe da Polícia de South Yorkshire, e a Christine Burbeary, a Comandante Distrital. A carta dizia:
(...) Como parte da minha tarefa, tenho visitado agências, encorajando-as a transmitir informações à polícia. As suas respostas têm sido idênticas - deixaram de transmitir informação à medida que percebem que se trata de uma perda de tempo. Os pais também deixaram de fazer relatos de pessoas desaparecidas, um precursor de qualquer investigação de rapto de crianças, uma vez que a resposta da polícia é frequentemente tão inadequada. (... ) As crianças estão a ser deixadas em risco e os seus agressores não são detidos.
A carta não foi bem recebida, nem pelo conselho, nem pela polícia. Durante uma reunião na esquadra de polícia de Rotherham com altos funcionários da polícia e do conselho, eles pareceram indignados por Weir ter escrito ao Chefe da Polícia. Jayne Senior, que estava presente, disse que Weir foi sujeita a uma "tirada que durou não sei quanto tempo". Segundo Weir, a dada altura, uma funcionária avisou-a para não mencionar "homens asiáticos":
Ela disse: nunca mais se deve referir a isso. Nunca mais deve referir-se a homens asiáticos. E a sua outra resposta foi reservar-me um curso de dois dias sobre etnicidade e diversidade para aumentar a minha consciência das questões étnicas.

### Ficheiros desaparecidos
A seu pedido, Adele Weir enviou os seus dados aos avaliadores do Home Office em Bedfordshire, em Abril de 2002, o que aparentemente perturbou o gestor do Risky Business. Na segunda-feira, 18 de Abril de 2002, ou cerca dessa data, quando chegou ao trabalho, Weir descobriu que durante o fim-de-semana os seus dados piloto do Home Office tinham desaparecido dos arquivos do escritório do Risky Business.
Segundo o relato de Weir, durante o fim-de-semana alguém tinha obtido acesso ao escritório do Risky Business, aberto os arquivos e removido todos os dados relacionados com o trabalho do Home Office. Isso envolveu : o acesso ao edifício, o desarme do alarme, a passagem por uma porta de segurança codificada e trancada, destrancar mais duas portas, destrancar uma secretária, encontrar as chaves dos arquivos e descobrir os ficheiros em causa e fazê-los desaparecer. Não havia sinais de uma entrada forçada. O computador do escritório, protegido por uma palavra-passe, também tinha sido acedido, e alguém tinha criado, no computador, novos ficheiros: actas de reuniões a que a Weir supostamente teria assistido, mostrando que concordara com determinadas condições, tais como não submeter dados aos avaliadores do Home Office sem o expresso consentimento do seu superior hierárquico. Mas Weir não tinha sequer participado em nenhuma dessas reuniões; na data indicada para uma delas, ela estava em férias no estrangeiro.
Weir foi informada de que os serviços sociais, a polícia e o pessoal educativo se tinham reunido durante o fim-de-semana, e que tinham decidido que o grupo do Risky Business estava "a exceder [as suas] funções" Weir foi suspensa por ter incluído no seu relatório dados de actas confidenciais, um "acto de má conduta grosseira"; conseguiu negociar o regresso ao trabalho demonstrando que tinha sido o seu gestor a passar essas actas aos avaliadores do Home Office. Deixou  de ter acesso aos dados, reuniões, ou às meninas, e em Junho de 2002 foi-lhe pedido que alterasse o seu relatório para "anonimizar indivíduos e instituições e incluir apenas factos e provas que pudesse comprovar". O relatório Jay considerou  o segredo que rodeava o relatório e o tratamento dado a  Weir "profundamente perturbador": "Se as pessoas em causa tivessem prestado mais atenção ao conteúdo do relatório, mais poderia ter sido feito para ajudar as crianças que estavam a ser violentamente exploradas e maltratadas". 

## Relatórios Heal

### Relatório de 2002
Em 2002-2007 a polícia de South Yorkshire contratou Angie Heal, uma analista estratégica de drogas, para realizar pesquisas sobre o uso e fornecimento de drogas na área. Colocada na unidade estratégica de drogas com dois agentes da polícia, Heal escreveu vários relatórios durante este período.  Durante a sua pesquisa em 2002 sobre o fornecimento local de crack, ela encontrou pela primeira vez exemplos de abuso sexual infantil organizado, e consultou Jayne Senior, do Risky Business e Anne Lucas, a responsàvel da secção de exploração infantil em Sheffield. Lucas explicou que parte do processo de aliciamento era dar drogas às crianças.
O primeiro relatório de Angie Heal em 2002 recomendava que se tratasse das redes de abuso de crianças; se faltassem as provas necessárias para processar os homens por crimes sexuais, estes poderiam, em vez disso, ser processados por crimes relacionados com drogas, mantendo assim as crianças seguras e tirando as drogas das ruas. Heal escreveu em 2017 que o seu relatório foi bastante lido, mas ela "não podia acreditar na completa falta de interesse" nas ligações que tinha apontado entre o comércio local de drogas e o abuso de crianças.

### Relatório de 2003
Heal decidiu continuar a investigar a questão e incluiu a exploração sexual de crianças nos suas reunioes semestrais. Enquanto Heal estava a preparar o seu segundo relatório, Sexual Exploitation, Drug Use and Drug Dealing: Current Situation in South Yorkshire (2003), Jayne Senior partilhou secretamente com ela o relatório da Adele Weir ao  Home Office em 2002. Heal contou que se sentiu realmente assustada depois de o ter lido, dado o nível de detalhe, a falta de interesse, e o afastamento de Weir.
O relatório de 2003 de Heal observou que Rotherham tinha "um número significativo de meninas, e alguns rapazes, que estão a ser explorados sexualmente"; que as vítimas estavam a ser violadas, raptadas e sujeitas a outras violências; que um número significativo tinha engravidado, e que estavam deprimidas, zangadas e autolesionadas; e que o Risky Business tinha identificado quatro dos perpetradores como irmãos. Angie Heal criou duas versões do seu relatório: uma era para uma distribuição mais ampla entre os funcionários, a segunda, apenas para a polícia, continha os nomes dos perpetradores, obtidos do Risky Business.

### Relatório de 2006
Em 2005 foi criado um novo departamento de serviços para crianças e jovens, com o Conselheiro Shaun Wright nomeado membro do gabinete do departamento, e em Março de 2006 realizou-se uma conferência em Rotherham, "Every Child Matters, But Do They Know it?", para discutir a exploração sexual de crianças. O terceiro relatório de Heal, Violence and Gun Crime: Links with Sexual Exploitation, Prostitution and Drug Markets in South Yorkshire (2006), observou que a situação continuava e envolvia "violência física e sexual sistemática contra mulheres jovens". As vítimas estavam a ser traficadas para outras cidades, e a violência utilizada era "muito severa". Se as raparigas protestassem, os perpetradores ameaçavam envolver as irmãs mais novas das meninas, amigos e família. Tinha havido também um aumento de relatos de que os perpetradores tinham sido vistos com armas.
Heal escreveu que as meninas brancas eram as principais vítimas, visadas a partir dos 11 anos de idade; a idade média era de 12-13 anos. As meninas "britânico-asiáticas" também eram alvo, mas os seus abusos estavam escondidos, não fazendo parte do cenário do aliciamento localizado. O grupo mais significativo de perpetradores do aliciamento localizado eram homens "britânico-asiáticos". Vários funcionários que lidavam com a questão acreditavam que a etnia dos perpetradores impedia que o abuso fosse abordado, escreveu Heal. Um trabalhador disse que os taxistas "britânico-asiáticos" em Rotherham estavam envolvidos desde há 30 anos, mas nos anos setenta os crimes não eram organizados. Heal acrescentou que estava em curso uma campanha publicitária de grande visibilidade sobre o tráfico de mulheres da Europa de Leste, com cartazes no aeroporto de Doncaster Sheffield, ao passo que a questão do tráfico local "parece ser largamente ignorada". O relatório recomendava: "Deve ser dada mais ênfase ao combate aos abusadores, em vez dos abusados".
Heal enviou o seu relatório de 2006 a todos os envolvidos na Rotherham Drugs Partnership (Parceria contra a Droga de Rotherham) , e ao comandante do distrito da Polícia de South Yorkshire e aos principais superintendentes. Pouco tempo depois, de acordo com o relatório Jay, o financiamento da Risky Business foi aumentado, e o Conselho de Proteção das Crianças do conselho aprovou um "Plano de Ação para responder à exploração sexual de crianças e jovens em Rotherham".
Por esta altura, tornou-se claro para Heal  que estava a ser afastada. A unidade estratégica de drogas foi dissolvida, e foi-lhe dito que vários oficiais do seu departamento não a apoiavam nem ao seu trabalho. Dado que estava a relatar a violação de crianças, ela escreve que a falta de apoio "nunca deixará de a surpreender e entristecer". Ela decidiu deixar a Polícia de South Yorkshire em Março de 2007. Os seus relatórios de 2003 e 2006 foram publicados pela Polícia de South Yorkshire em Maio de 2015, na sequência de um pedido ao abrigo da Lei da Liberdade de Informação.

## Operação Central e julgamento (2010)
Em 2008, a Polícia de South Yorkshire criou a Operação Central para investigar as alegações. Como resultado, oito homens foram julgados no tribunal superior de Sheffield em Outubro de 2010 por ofensas sexuais contra meninas com idades entre os 12-16 anos. Quatro das vítimas testemunharam.
Cinco homens foram condenados, incluindo dois irmãos e um primo. Um dos irmãos, Razwan Razaq, timha uma condenação prévia por agressão indecente a uma jovem no seu carro, e violou uma ordem anterior de prevenção de delitos sexuais. O seu irmão Umar Razaq recorreu da sentença e foi libertado após nove meses. Todos os cinco foram inscritos no registo de delinquentes sexuais.
| Nome          | Idade | Crime                               | Sentença                                               |
| ------------- | ----- | ----------------------------------- | ------------------------------------------------------ |
| Razwan Razaq  | 30    | Atividade sexual com menor          | 11 anos                                                |
| Umar Razaq    | 24    | Atividade sexual com menor          | 4 anos e 6 meses (pena reduzida mais tarde após apelo) |
| Zafran Ramzan | 21    | Estupro, atividade sexual com menor | 9 anos                                                 |
| Mohsin Khan   | 21    | Atividade sexual com menor          | 4 anos                                                 |
| Adil Hussain  | 20    | Atividade sexual com menor          | 4 anos                                                 |

## Investigação do jornalThe Times

### Antecedentes
Andrew Norfolk do The Times escreveu pela primeira vez sobre o aliciamento localizado em 2003, depois de se mudar de Londres para Leeds, quando escreveu uma breve história sobre a rede de abuso sexual infantil de Keighley. Ann Cryer, deputada por Keighley, queixou-se de que homens de ascendência  paquistanesa estavam a visar meninas adolescentes fora das escolas, enquanto os pais alegavam que a polícia e os serviços sociais nao estavam a actuar. Desde então até 2010, Norfolk ouviu falar de processos judiciais no norte de Inglaterra e nas Midlands, relatando um padrão semelhante. Grupos de homens lisonjeavam raparigas jovens em locais públicos, oferecendo-lhes álcool, cigarros e passeios em carros luxuosos. Um homem tornar-se-ia o "namorado", e em breve era esperado que as meninas tivessem relações sexuais com todo o grupo, incluindo contactos fora da cidade. Norfolk escreve que a maioria dos agressores sexuais no Reino Unido são homens brancos e agressores solitários; estes casos eram distintos porque a maioria dos homens tinham nomes muçulmanos e trabalhavam em grupos.
Os registos dos tribunais mostravam 17 casos de aliciamento localizado em 13 cidades do norte desde 1997 - 14 desde 2008 - nos quais 56 homens foram condenados por ofensas sexuais contra meninas com idades entre os 11-16 anos. Os casos envolviam dois ou mais homens que tinham aliciado jovens que tinham conhecido na rua. Vários casos assemelhavam-se a Rotherham, com meninas a serem passadas de um grupo a outros. Dos 56 condenados, 53 eram asiáticos, 50 eram muçulmanos (na sua maioria de ascendência paquistanesa, embora também estivessem envolvidos homens curdos e kosovares, e três eram brancos. Norfolk entrevistou duas das famílias afetadas, e em Janeiro de 2011 a primeira de uma série de histórias apareceu ao longo de quatro páginas no The Times, acompanhada por um editorial, "Revelado: conspiração do silêncio sobre gangues sexuais britânicos". Norfolk disse à Comissão dos Assuntos Internos em 2013 que o pessoal do conselho e oficiais superiores da polícia o chamaram para lhe agradecer; um diretor dos serviços de infância disse-lhe: "O meu pessoal está hoje a saltar de alegria no gabinete porque finalmente alguém disse o que não fomos capazes de dizer".

### Assassinato de Laura Wilson
Em 2012, o Conselho de Rotherham requereu ao Supremo Tribunal uma ordem judicial  para impedir Norfolk de publicar uma versão não editada de uma revisão judicial do assassinato de uma jovem local, Laura Wilson.
L. Wilson  (a "Criança S" nos documentos) tinha 17 anos em Outubro de 2010 quando foi esfaqueada 40 vezes e atirada a um canal pelo seu ex-namorado de 17 anos, Ashtiaq Asghar, um acto a que a polícia chamou  crime de honra". Ela tinha tido um bebé quatro meses antes com um homem casado de 21 anos. As famílias dos homens, ambos de ascendência  paquistanesa, aparentemente desconheciam as relações e a existência da criança. Cansada de guardar segredo, Wilson decidiu contar-lhes. Dias mais tarde, o ex-namorado assassinou-a. Ambos os homens foram julgados; o homem mais velho foi absolvido, e Asghar foi preso durante 17 anos e seis meses.
Avaliada com um QI de 56 e uma idade de leitura e ortografia de 6 anos, Laura Wilson tinha sido alvo de aliciamento localizado desde pelo menos os seus 11 anos. O conselho tinha-a encaminhado para o Risky Business três meses após o seu 11º aniversário. Ela também tinha sido mencionada no inquérito criminal de 2009 que levou às primeiras cinco condenações decorrentes do aliciamento localizado em Rotherham.
O governo ordenou que o conselho publicasse a revisão do caso. Foi publicado, mas  com passagens apagadas em 61 das suas 144 páginas. Norfolk obteve uma versão não editada, e descobriu que o conselho tinha escondido a etnia dos homens, bem como a menção de Laura Wilson durante o inquérito criminal de 2009, e a extensão do envolvimento do conselho nos seus cuidados. Michael Gove, então secretário da educação, acusou o conselho em Junho de 2012 de reter "material relevante e importante". Após a intervenção de Gove, o conselho retirou a sua acção legal, e Norfolk publicou a história sob o título "Oficiais ocultaram factos vitais sobre homens suspeitos de aliciar meninas para o sexo".

### Setembro de 2012
A 24 de Setembro de 2012, Norfolk afirmou que o abuso em Rotherham era muito mais generalizado do que reconhecido, e que a polícia tinha conhecimento do mesmo há mais de uma década. A sua história, "Os ficheiros da polícia revelam um vasto escândalo de protecção infantil", baseava-se em duzentos documentos divulgados, alguns de Jayne Senior, tais como ficheiros de casos e cartas da polícia e dos serviços sociais. Os documentos incluíam o relatório de 2001 de Adele Weir para o Ministério do Interior, que ligava 54 crianças maltratadas à família Hussain; 18 das crianças tinham chamado Arshid Hussain de "namorado".
Os casos destacados por Norfolk incluíam o de uma menina de quinze anos de idade com uma garrafa partida inserida ; uma criança de catorze anos de idade presa num apartamento e forçada a ter relações sexuais com cinco homens; e uma menina de treze anos de idade, com roupas rasgadas, encontrada pela polícia numa casa às três da manhã com um grupo de homens que lhe tinham dado vodka. Um vizinho tinha chamado a polícia depois de ouvir a rapariga gritar; ela foi presa por estar bêbeda e desordeira, mas os homens não foram sequer interrogados.
O jornal citou uma reportagem de 2010 do gabinete de inteligência policial que afirmava que, local e nacionalmente, e particularmente em Sheffield e Rotherham, "parece haver um problema significativo com as redes de homens asiáticos que exploram jovens brancas". As crianças de South Yorkshire estavam a ser traficadas para Birmingham, Bradford, Bristol, Dover, Manchester, e outros locais, de acordo com o relatório da polícia. Um documento do Rotherham's Safeguarding Children Board relatava que os "crimes tinham 'características culturais ... que são localmente sensíveis em termos de diversidade'":
Há sensibilidades étnicas com potencial para pôr em perigo a harmonia das relações comunitárias. Será tomado grande cuidado na redacção (... ) deste relatório para assegurar que as suas conclusões abarquem as qualidades da diversidade de Rotherham. É imperativo que sejam evitadas sugestões de um fenómeno cultural mais vasto".
Em Agosto de 2013 Norfolk publicou a história de uma menina de quinze anos de  Rotherham,  mais tarde revelada como Sammy Woodhouse que tinha sido descrita no relatório de Adele Weir em 2001, e a quem os serviços sociais permitiram manter contacto com Arshid Hussain, apesar de ter sido colocada sob os cuidados dos seus pais para a proteger dele. (Hussain foi preso em 2016 por 35 anos). A menina tinha engravidado por duas vezes. Um dos "conhecedores da relação", segundo o Times, era Jahangir Akhtar, então vice-líder do Conselho de Rotherham, alegadamente parente de Hussain. Akhtar renunciou, mas negou as alegações. Akhtar foi um dos funcionários mais tarde descritos no relatório Casey como exercendo uma influência considerável no conselho e alegadamente conhecido por ter encerrado a discussão sobre o abuso sexual.   Pouco depois da publicação da história do Times, o conselho de Rotherham encomendou o inquérito Jay.

## Comissão dos Assuntos Internos

### Audiências

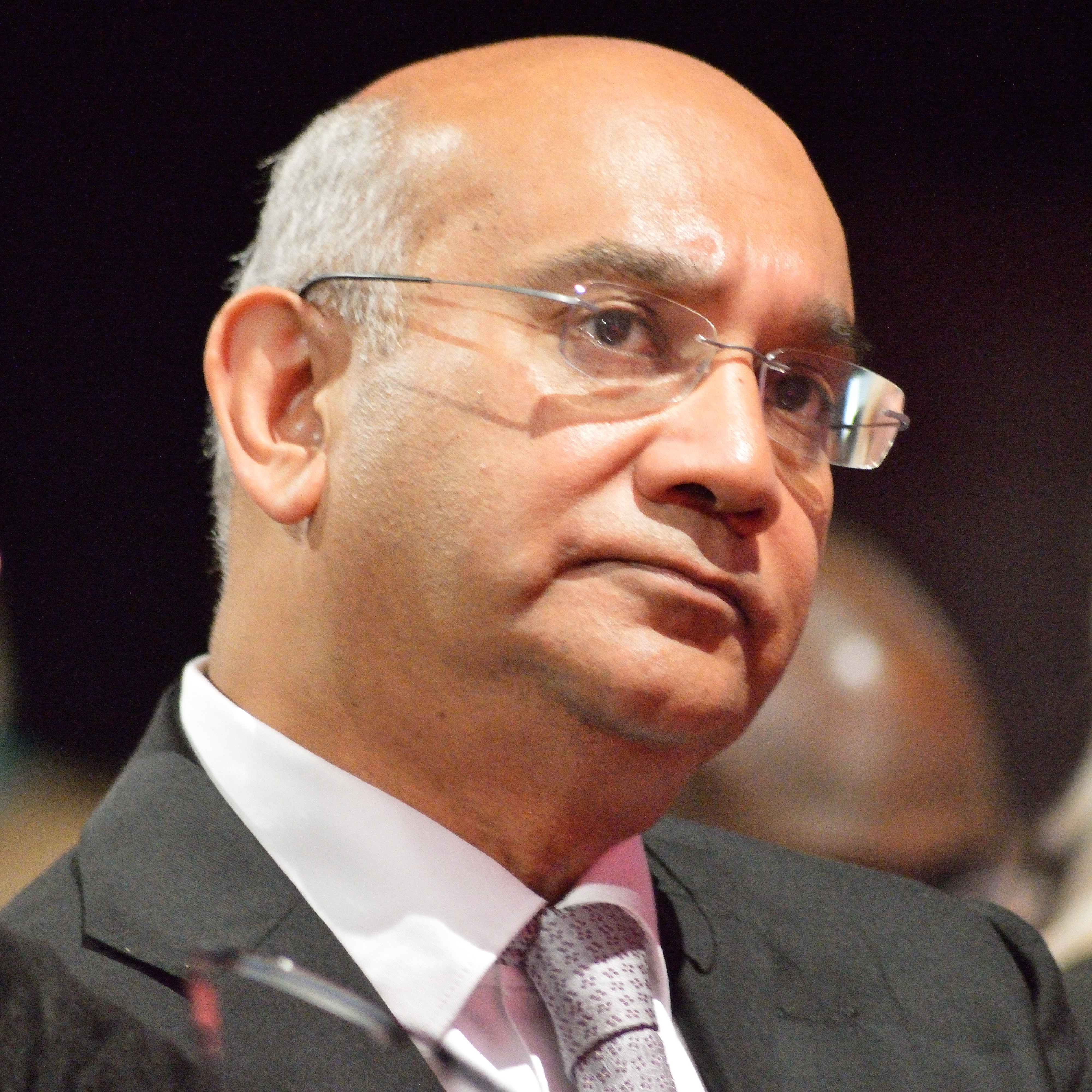
Keith Vaz, Presidente da Comissão dos Assuntos Internos no período de 2007 a 2016

A Comissão dos Assuntos Internos da Câmara dos Comuns começou a ouvir provas sobre o aliciamento localizado em Junho de 2012, como resultado das condenações de Rotherham em 2010 (Operação Central), dos artigos de Andrew Norfolk no Times, e da rede de abuso sexual infantil de Rochdale (Operação Span), que condenou doze homens em Maio de 2012.[154] A comissão publicou o seu relatório, "Exploração sexual infantil e a resposta ao aliciamento localizado", (Child sexual exploitation and the response to localised grooming), em Junho de 2013, com um segundo relatório em Outubro de 2014, em resposta ao relatório Jay.
Em Outubro de 2012, a comissão criticou o chefe de polícia de South Yorkshire, David Crompton, e um dos seus oficiais superiores, Philip Etheridge. O comité ouviu as provas de que três membros de uma família ligada ao abuso de 61 raparigas não tinham sido acusados, e não foi tomada qualquer medida quando um homem de vinte e dois anos foi encontrado num carro com uma menina de 12 anos, com fotos indecentes dela no seu telemóvel. Crompton afirmou que a "origem étnica" não foi um factor a ter em conta na decisão de acusar ou não os suspeitos. A comissão disse que eles estavam muito preocupados, tal como o público.
Durante uma audiência em Setembro de 2014 para discutir Rotherham, o presidente da comissão , Keith Vaz, disse a Crompton que tinham ficado chocados com as provas, e que considerava a Polícia de South Yorkshire responsável. Questionado sobre o incidente da criança de 13 anos de idade encontrada num apartamento com um grupo de homens e presa por estar bêbeda e desordeira, Crompton disse que o assunto seiria  encaminhado para a Comissão Independente de Queixas da Polícia .
Em Janeiro de 2013 a comissão convocou o chefe do Conselho de Rotherham, Martin Kimber, para explicar a falta de detenções, apesar de a polícia de South Yorkshire dizer que estava a conduzir investigações e o conselho ter identificado 58 jovens meninas em risco. Keith Vaz questionou porque é que, depois de cinco "homens asiáticos" terem sido presos em 2010, não se fez mais nada: "Em Lancashire houve 100 acusações no antepenúltimo ano, em South Yorkshire não houve acusações". O conselho pediu desculpa pelo "fracasso sistémico" que tinha "desapontado" as vítimas.

### Relatório de Outubro de  2014
O seguinte relatório da comissão, a 18 de Outubro de 2014, detalhava o desaparecimento dos ficheiros de Adele Weir contendo dados sobre os abusos do escritório do Risky Business em 2002. As alegações foram feitas em audições privadas. Keith Vaz afirmou: "A proliferação de revelações sobre ficheiros que já não podem ser localizados levanta a suspeita pública de um encobrimento deliberado. A única forma de abordar estas preocupações é com uma investigação completa, transparente e urgente". O relatório apelava a uma nova legislação que permitisse a remoção dos comissários da Polícia eleitos, na sequência de um voto de desconfiança.

## Inquérito de Alexis Jay

### Relatório

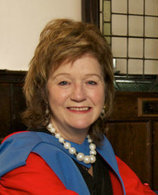
Alexis Jay

Em Outubro de 2013, o Conselho de Rotherham Council encarregou a Professora Alexis Jay, ex-conselheira chefe do sector social do governo escocês, de conduzir um inquérito independente sobre o tratamento dos relatórios de exploração sexual de crianças desde 1997. Publicado a 26 de Agosto de 2014, o relatório Jay revelou que cerca de mil e quatrocentas  crianças, segundo uma estimativa baixa, tinham sido exploradas sexualmente em Rotherham entre 1997 e 2013. De acordo com o relatório, crianças com 11 anos de idade foram "violadas por múltiplos perpetradores, raptadas, traficadas para outras cidades em Inglaterra, espancadas e intimidadas".
Os taxistas eram um "fio comum", apanhando crianças para sexo nas escolas e lares. A equipa de inquérito encontrou exemplos em que "uma criança foi molhada em gasolina e ameaçada de ser incendiada, crianças que foram ameaçadas com armas, crianças que testemunharam violações brutalmente violentas e foram ameaçadas de serem a próxima vítima se contassem a alguém. Meninas com apenas 11 anos de idade foram violadas por um grande número de homens, um após o outro". Segundo o relatório:
Uma criança que estava preparada para dar provas recebeu um texto dizendo que o perpetrador tinha a sua irmã mais nova e que a escolha do que acontecia a seguir dependia dela. Ela retirou as suas declarações. Pelo menos duas outras famílias foram aterrorizadas por grupos de perpetradores, sentados em carros fora da casa da família, partindo as janelas, fazendo telefonemas abusivos e ameaçadores. Em algumas ocasiões, as crianças vítimas regressaram aos perpetradores na convicção de que esta era a única forma de os seus pais e outras crianças da família estarem a salvo. Nos casos mais extremos, ninguém na família acreditava que as autoridades os pudessem proteger.

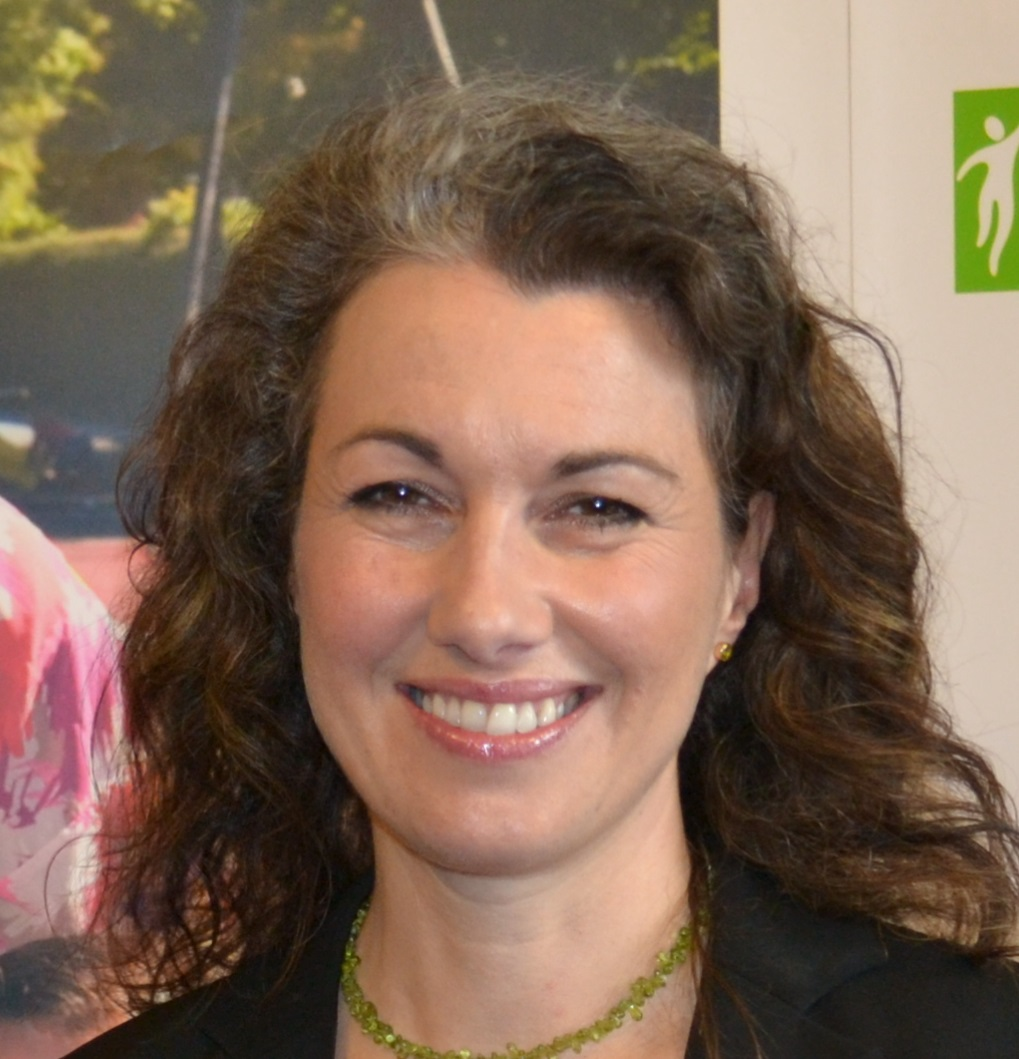
Sarah Champion

 O relatório observou que nasceram bebés como resultado do abuso. Houve também abortos espontâneos ou provocados. Várias jovens puderam cuidar dos seus bebés com a ajuda dos serviços sociais, mas noutros casos os bebés foram permanentemente retirados, causando mais traumas à mãe e às famílias. Sarah Champion, que em 2012 sucedeu a Denis MacShane como deputada trabalhista por Rotherham, disse ser isto "bem revelador sobre a forma como estas crianças não eram vistas como vítimas de todo" .
A polícia tinha mostrado falta de respeito pelas vítimas no início dos anos 2000, segundo o relatório, considerando-as "indesejáveis" indignas de protecção policial. As preocupações de Jayne Senior, ex- trabalhadora social, foram encaradas com "indiferença e desprezo". Uma vez que a maioria dos perpetradores eram de origem paquistanesa, vários funcionários do conselho descreveram-se a si próprios como estando nervosos quanto à identificação das origens étnicas dos perpetradores por medo de serem considerados racistas; outros, o relatório observou, "lembraram-se das instruções claras dos seus chefes" para não fazerem tal identificação. O relatório registou a experiência de Adele Weir, a investigadora do Ministério do Interior, que em 2002 tentou levantar preocupações sobre os abusos junto de oficiais superiores da polícia; foi-lhe dito para não o fazer novamente, e subsequentemente posta de lado.
O pessoal descreveu o Conselho de Rotherham como machista, sexista e assediador, de acordo com o relatório. Houve comentários sexistas às funcionárias, particularmente durante o período 1997-2009. Uma mulher relatou ter sido aconselhada a usar saias mais curtas para "se dar melhor"; a outra foi perguntado  se usava uma máscara enquanto fazia sexo. O relatório Jay observou que a "existência de tal cultura ... é provável que tenha impedido o Conselho de dar uma resposta eficaz e corporativa a um problema social tão altamente sensível como a exploração sexual infantil". Várias pessoas que falaram ao inquérito Jay estavam preocupadas com o facto de funcionários do Conselho de Rotherham estarem ligados aos perpetradores através de interesses comerciais, tais como a empresa de táxis; a polícia garantiu ao inquérito que não havia provas disso.

### Demissões
O relatório Jay motivou as demissões de Roger Stone, líder trabalhista do Conselho de Rotherham, e Martin Kimber, o seu chefe executivo. Apesar de ter sido fortemente criticada durante as comparências perante a Comissão de Assuntos Parlamentares, Joyce Thacker, directora dos serviços infantis do conselho, e Shaun Wright, Comissário da Polícia e do Crime (PCC) para a Polícia de South Yorkshire a partir de 2012 - e conselheiro trabalhista responsável pela segurança infantil no conselho de 2005 a 2010 - não se demitiria. Acabaram por se demitir, em Setembro, sob pressão:  Shawn Wright foi convidado a demitir-se por Theresa May, então Secretária do Interior e por membros do seu próprio partido, entre eles a deputada trabalhista Sarah Champion. Renunciou também ao Partido Trabalhista, em 27 de Agosto de 2014, após um ultimato do partido para o fazer ou enfrentar a suspensão.
Roger Stone foi suspenso do Partido Trabalhista, assim como os conselheiros Gwendoline Russell e Shaukat Ali, e o antigo líder adjunto do conselho Jahangir Akhtar, que tinha perdido o seu lugar no conselho em 2014. Malcolm Newsam foi nomeado como Comissário para a Assistência Social Infantil em Outubro de 2014, e subsequentemente Ian Thomas foi nomeado como director interino dos serviços para as crianças.

### Reações
Houve espanto em todo o mundo com as descobertas do relatório Jay e extensa cobertura noticiosa. Dez dos jornais mais populares do Reino Unido apresentaram o relatório em suas primeiras páginas, incluindo o Times, Guardian, Daily Telegraph e o Independent.
David Crompton, chefe da Polícia de South Yorkshire de 2012 a 2016, convidou a Agência Nacional do Crime a conduzir um inquérito independente. Keith Vaz, então presidente da Comissão dos Assuntos Internos, disse a Meredydd Hughes, chefe da Polícia de South Yorkshire de 2004 a 2011, que Hughes tinha falhado às vítimas de abuso.
Theresa May,na altura  Secretária do Interior, acusou as autoridades de um "incumprimento do dever". Ela culpou vários factores, incluindo a institucionalizaçao do "políticamente correto" no Conselho de Rotherham, o escrutínio inadequado pelos conselheiros  e a cultura de encobrimento, combinados com o medo de ser visto como racista e uma "atitude de desdém" em relação às crianças. Denis MacShane, deputado por Rotherham desde 1994 até à sua demissão em 2012 por alegar falsas despesas, culpou uma cultura de "não querer abanar o barco da comunidade multicultural" Disse ter tido consciência do que ele via como os problemas do casamento de primos e a opressão das mulheres dentro de partes da comunidade muçulmana na Grã-Bretanha, mas "como um verdadeiro leitor do Guardian, e esquerdista liberal, suponho que não queria levantar essa questão com demasiada força." Simon Danczuk, deputado trabalhista de Rochdale, onde casos semelhantes foram processados, argumentou que a etnia, a classe e a economia nocturna eram todos factores, acrescentando que "uma minoria muito pequena" na comunidade "asiática" tem uma visão pouco saudável das mulheres, e que uma " política doentia 'importada' do Paquistão", que envolvia "cuidar dos seus", era parcialmente culpada.

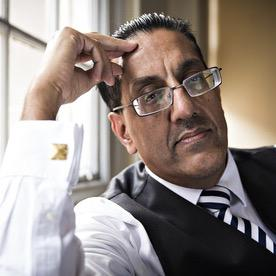
Nazir Afzal

 Muçulmanos britânicos e membros da comunidade britânico-paquistanesa condenaram tanto o abuso como o facto de este ter sido encoberto. Nazir Afzal, Procurador-Chefe do Crown Prosecution Service (CPS) do Noroeste da Inglaterra de 2011-2015, ele próprio muçulmano, tomou a decisão em 2011 de processar a rede de abuso sexual de crianças de Rochdale depois de o CPS ter recusado o caso. Em resposta ao relatório Jay, argumentou que o abuso não tinha qualquer fundamento no Islão: "O Islão diz que o álcool, as drogas, a violação e o abuso são todos proibidos, no entanto estes homens estavam rodeados por todas estas coisas".
N. Afzal argumentou que os casos eram sobre o poder masculino: "Não é a raça dos abusadores que os define. É a sua atitude para com as mulheres que os define". O tratamento dos casos seria uma questão de incompetência e não de correcção política. Ele concordou com Simon Danczuk que a natureza da economia nocturna distorceu o quadro - mais homens de ascendência paquistanesa trabalham à noite e podem, portanto, estar mais envolvidos nesse tipo de actividade. O novo director dos serviços infantis em Rotherham, Ian Thomas, discordou, argumentando que  "a economia nocturna está cheia de homens brancos. Noventa e dois por cento das pessoas em Rotherham são brancas" Alexis Jay também discordou; ela disse ao The Guardian em 2015 que trabalhar na economia noturna "apresenta uma oportunidade mas não um motivo".
O Conselho Hindu britânico (Hindu Council UK) e a Federação Sikh (Sikh Federation UK) pediram que os perpetradores fossem descritos como muçulmanos paquistaneses, em vez de asiáticos, um termo extremamente vago e que "mancha" outras comunidades -- asiáticos poderão ser, num enorme leque, chineses, vietnamitas, indianos, russos e até japoneses. A Britain First e a Liga de Defesa Inglesa  (English Defence League) encenaram protestos em Rotherham, assim como a Unite Against Fascism.

## Inquérito Casey
Na sequência do relatório Jay, o Secretário de Estado das Comunidades e do Governo Local, Eric Pickles, encomendou uma inspecção independente do Conselho de Rotherham.  Dirigida por Louise Casey, directora-geral do programa de Famílias Conturbadas do governo, a inspeção examinou o governo do conselho, os serviços para crianças e jovens, e o licenciamento de táxis e de aluguer privado.
Publicado em Fevereiro de 2015, o relatório Casey concluiu que o Conselho de Rotherham "não estava adequado ao objectivo". Casey identificou uma cultura de "bullying, sexismo ... e 'politicamente correto'  deslocado", juntamente com uma história de encobrimento de informação e silenciamento de denunciantes. A equipa de luta contra a exploração sexual das crianças era mal dirigida, sofria de excesso de casos, e não partilhava informações.  O conselho tinha um historial de falhar em lidar com questões relacionadas com a raça: "O pessoal percebeu que havia apenas um pequeno passo entre mencionar a etnia dos perpetradores e ser rotulado de racista".  Os conselheiros de ascendência paquistanesa foram deixados encarregues de todas as questões relativas a essa comunidade, o que lhes permitiu  exercer uma influência desproporcionada, enquanto os conselheiros brancos ignoravam as suas responsabilidades. O conselheiro Jahangir Akhtar, em particular, foi indicado como demasiado influente, inclusive no que dizia respeito a assuntos policiais.
Em Fevereiro de 2015, o governo substituiu os seus funcionarios eleitos por uma equipa de cinco comissários, incluindo um encarregado especificamente de analisar os serviços para as crianças. Os ficheiros relativos a um actual e um antigo conselheiro que identificavam "uma série de matérias potencialmente criminais" foram transmitidos à Agência Nacional do Crime. O líder do conselho, Paul Lakin, demitiu-se, e os membros do gabinete do conselho também.

## Operação Clover (2015-2017)

### Dezembro de 2015
A polícia de South Yorkshire criou a Operação Clover em Agosto de 2013 para investigar os casos históricos de abuso sexual de crianças na cidade.
Como resultado, seis homens e duas mulheres foram a julgamento perante a juíza Sarah Wright a 10 de Dezembro de 2015 no Sheffield Crown Court, com a Procuradora Michelle Colborne. Quatro eram membros da família Hussain - três irmãos e o seu tio, Qurban Ali, mencionados no relatório de 2001 de Adele Weir. Dizia-se que a família Hussain "possuía" Rotherham. Qurban Ali possuía uma empresa local de minitáxis, a Speedline Taxis; uma das mulheres acusadas tinha trabalhado para a Speedline como operadora de rádio. Um quarto irmão Hussain, Sageer Hussain, foi condenado em Novembro de 2016. Foi alegado em finais de 2018 que Arshid Hussain foi contatado pelo conselho de Rotherham enquanto estava na prisão em relação a um processo de cuidados ao seu filho, concebido durante uma violação. A mãe da criança e vítima de Hussain, Sammy Woodhouse, acusou o conselho de colocar o seu filho em risco e uma petição online apelando a uma mudança na lei atingiu mais de 200 mil assinaturas.
A 24 de Fevereiro de 2016, Qurban Ali foi condenado por conspiração de violação e condenado a 10 anos. Arshid "Mad Ash" Hussain, aparentemente o líder da rede,  foi preso durante 35 anos. Apareceu em tribunal por ligação vídeo e parecia estar a dormir na cama quando o veredicto foi anunciado. O seu advogado disse que tinha sido deixado paraplégico por um acidente de tiroteio; a acusação alegou que a sua alegação de estar demasiado doente para comparecer era simplesmente um estratagema. O irmão de Arshid Bannaras "Bono" Hussain foi preso durante 19 anos, e Basharat "Bash" Hussain durante 25 anos. Dois outros homens foram absolvidos, um de sete acusações, incluindo quatro violações, e o segundo de uma acusação de agressão indecente.
Foi dito em tribunal  que a polícia tinha uma vez apanhado Basharat Hussain em flagrante, mas que não tinha agido. Ele estava com uma vítima num parque de estacionamento junto à esquadra de polícia de Rotherham, quando um carro da polícia se aproximou  e lhe perguntaram o que estava a fazer. Ele respondeu: "Ela está a chupar-me a piça, companheiro", e o carro da polícia foi-se embora.
Karen MacGregor e Shelley Davies foram condenadas por detenção ilegal  e conspiração para obter prostitutas. MacGregor tinha trabalhado para Qurban Ali como operador de rádio na Speedline Taxis. Foi condenada a 13 anos e Shelley Davies recebeu uma sentença suspensa de 18 meses. MacGregor e Davies faziam amizade com as meninas, e levavam-nas  de volta para a casa de MacGregor. Agindo como "mães substitutas", as mulheres compravam-lhes comida e roupa, e escutavam os seus problemas. Às jovens eram então dadas bebidas alcoolicas e diziam-lhes para ganharem o seu sustento fazendo sexo com visitantes masculinos. Karen MacGregor tinha mesmo solicitado o estatuto de "organização de caridade" para um grupo local que ela tinha criado, Kin Kids, para ajudar os cuidadores de adolescentes perturbados. Nisso fora apoiada por John Healey, deputado por Wentworth e Dearne (que não sabia que MacGregor estava a adquirir crianças para sexo), e tinha assistido a uma reunião em Westminster para falar sobre o assunto.
| Nome             | Idade | Crime                                                      | Sentença            |
| ---------------- | ----- | ---------------------------------------------------------- | ------------------- |
| Qurban Ali       | 53    | Conspiração para violação                                  | 10 anos             |
| Arshid Hussain   | 40    | Violação e agressão sexual (23 acusações)                  | 35 anos             |
| Basharat Hussain | 39    | Violação (15 acusações)                                    | 25 anos             |
| Bannaras Hussain | 36    | Violação, agressão sexual, lesoes corporais (10 acusações) | 19 anos             |
| Karen MacGregor  | 58    | Detenção ilegal, conspiração para proxenetismo             | 13 anos             |
| Shelley Davies   | 40    | Detenção ilegal, conspiração para proxenetismo             | 18 meses (suspensa) |

### Setembro de 2016
Oito homens foram julgados em Setembro de 2016 e condenados a 17 de Outubro desse ano. Um quarto irmão Hussain, Sageer Hussain, foi preso durante 19 anos por quatro acusações de violação de uma rapariga de 13 anos e uma agressão sexual. A família da menina, então proprietária de uma estação de correios e loja local, tinha denunciado as violações na altura à polícia, ao seu deputado, e a David Blunkett, o Secretário do Interior, mas em vão.
A jovem foi aliciada pela primeira vez quando tinha 12 anos de idade, e disse ao tribunal que tinha sido violada várias vezes desde os 13, na primeira ocasião em Novembro de 2002 por nove homens, que tiraram fotos. Numa outra ocasião, ela foi trancada numa sala enquanto os homens faziam fila no exterior. Foi ameaçada com uma arma, e disseram-lhe que violariam a sua mãe em grupo, matariam o seu irmão e incendiariam a sua casa. Sempre que os casos aconteciam, ela escondia as roupas que tinha vestido. Em Abril de 2003, quando tinha 13 anos, contou à sua mãe, que alertou a polícia; Foi mostrado ao tribunal o vídeo de uma entrevista que a polícia fez com ela nesse mês. A polícia recolheu os sacos de roupa como provas, depois telefonou dois dias mais tarde para dizer que os tinha perdido. A família recebeu uma indemnização de 140 Libras pelas roupas e foi aconselhada a desistir do caso. Incapazes de encontrar alguém para os ajudar, venderam o seu negócio em 2005 e, com medo, mudaram-se para Espanha durante 18 meses.
Basharat Hussain, já condenado a 25 anos em Fevereiro de 2016, foi condenado por agressão sexual a uma pena adicional de sete anos. Dois primos dos Hussain, Asif Ali e Mohammed Whied, foram condenados por violação e cumplicidade em violação, respectivamente. Quatro outros homens foram presos por violação ou agressão sexual.
| Nome             | Idade | Crime                                                                | Sentença |
| ---------------- | ----- | -------------------------------------------------------------------- | -------- |
| Sageer Hussain   | 30    | 4 violações, agressão sexual                                         | 19 anos  |
| Basharat Hussain | 40    | Agressão sexual                                                      | 7 anos   |
| Ishtiaq Khaliq   | 33    | Violação e três agressões sexuais                                    | 17 anos  |
| Masoued Malik    | 32    | Violação, detenção ilegal, conspiração para commeter agressão sexual | 15 anos  |
| Waleed Ali       | 34    | Violação, agressão sexual                                            | 13 anos  |
| Asif Ali         | 30    | Violação                                                             | 12 anos  |
| Naeem Rafiq      | 33    | Conspiracão para cometer agressão sexual, detenção ilegal            | 8 anos   |
| Mohammed Whied   | 32    | Cumplicidade em violação                                             | 5 anos   |

### Janeiro de 2017
Seis homens, incluindo três irmãos, foram a julgamento em Janeiro de 2017 perante a juíza Sarah Wright, e a procuradora Sophie Drake. Todos foram condenados por 21 delitos relacionados com agressões entre 1999 e 2001 a duas meninas, com 11 e 13 anos de idade, quando o abuso começou. As crianças foram agredidas numa loja de fogo-de-artifício e num apartamento por cima de uma fila de lojas, ambas propriedade do pai dos irmãos. Uma jovem, na altura com 12 anos de idade, foi trancada no apartamento "extremamente sujo" durante a noite, sem electricidade nem água corrente. Uma violação por Basharat Hussain foi denunciada à polícia em 2001; ele foi interrogado mas libertado sem acusação. Uma das crianças engravidou aos 12 anos, mas tinha sido violada por cinco homens e não sabia quem era o pai; testes de ADN estabeleceram que era um dos arguidos Após a sentença, dois dos homens gritaram "Allahu Akbar" enquanto eram conduzidos para fora do tribunal.
| Nome            | Idade | Crime                                                             | Sentença          |
| --------------- | ----- | ----------------------------------------------------------------- | ----------------- |
| Basharat Dad    | 32    | Violação, agressão sexual, e detenção ilegal                      | 20 anos           |
| Nasser Dad      | 36    | Violação, detenção ilegal, incitimaento a agressão sexual a menor | 14 anos e 6 meses |
| Tayab Dad       | 34    | Violação                                                          | 10 anos           |
| Mohammed Sadiq  | 41    | Relação sexual com menor de menos de 13 anos de idade             | 13 anos           |
| Matloob Hussain | 42    | Relação sexual com menor de menos de 13 anos de idade             | 13 anos           |
| Amjad Ali       | 36    | Relação sexual com menor de menos de 13 anos de idade             | 11 anos           |

### Maio de 2017
Em Maio de 2017 houve mais uma condenação:
| Nome          | Idade | Crime                                                     | Sentença            |
| ------------- | ----- | --------------------------------------------------------- | ------------------- |
| Zalgai Ahmadi | 45    | Conspiracão para cometer agressão sexual, detenção ilegal | 9 anos e seis meses |

## Operação Stovewood
A Agência Nacional do Crime (NCA) criou a Operação Stovewood em Dezembro de 2014 para conduzir um inquérito criminal e rever as investigações da Polícia de South Yorkshire. O inquérito da NCA foi conduzido pelo seu director, Trevor Pearce, e depois pelo director adjunto Roy McComb.  A partir de 2016, o inquérito deveria durar oito anos e custar mais de 30 milhões de libras. Até Junho de 2015, a Operação Stovewood tinha identificado 300 suspeitos.

### Novembro de 2017
Três homens foram presos em Julho de 2016 e acusados em Dezembro de 2016 da agressão sexual de uma menina menor de 14 anos entre Junho de 1994 e Junho de 1995. Foram condenados após um julgamento em Novembro de 2017 no Tribunal da Coroa de Sheffield. Os homens fizeram amizade com a menina de 13 anos de idade em Rotherham, antes de a embebedarem e violar. O Juiz David Dixon disse aos três que tinham "tratado, coagido e intimidado" a sua vítima e tratado "como uma coisa". A jovem passou a sofrer de distúrbios alimentares, ansiedade e depressão em resultado da sua provação, ouviu o tribunal.
| Nome          | Idade | Crime                       | Sentença            |
| ------------- | ----- | --------------------------- | ------------------- |
| Sajid Ali     | 38    | 7 crimes de agressao sexual | 7 anos e seis meses |
| Zaheer Iqbal  | 40    | 5 crimes de agressão sexual | 7 anos e seis meses |
| Riaz Makhmood | 39    | 3 crimes de agressão sexual | 6 anos e 9 meses    |

### Fevereiro de 2018
Um quarto homem foi condenado  como parte da Operação Stovewood em Fevereiro de 2018:
| Nome          | Idade | Crime    | Sentença |
| ------------- | ----- | -------- | -------- |
| Asghar Bostan | 47    | Violação | 9 anos   |

### Maio de 2018
Um quinto homem foi condenado no início de Maio de 2018 e um sexto em 31 de Maio. Tony Chapman admitiu 12 acusações de agressão sexual a uma criança menor de 16 anos entre Fevereiro de 1998 e Janeiro de 1999, quando compareceu no tribunal a 17 de Abril. Foi também considerado culpado de cinco ofensas separadas contra duas jovens, incluindo violação, agressão que causou danos corporais reais e ameaça de morte, após um julgamento de nove dias no Sheffield Crown Court. Os crimes tiveram lugar entre Outubro de 2013 e Maio de 2015, quando as raparigas tinham menos de 16 anos de idade.
Khurram Javed foi considerado culpado de uma acusação de agressão sexual de uma jovem de 16 anos quando tinha 31 anos de idade. Foi condenado a dois anos de prisão.
| Nome          | Idade | Crime                                  | Sentença |
| ------------- | ----- | -------------------------------------- | -------- |
| Tony Chapman  | 42    | 17 crimes de agressão sexual a menores | 25 anos  |
| Khurram Javed | 35    | Agressão sexual                        | 2 anos   |

### Junho de 2018
Dois homens, Abid Saddiq (37 anos) e Waseem Khaliq (33 anos),  foram acusados de violar e agredir sexualmente uma menina de 14 anos. Foram também acusados de rapto de crianças ao levar duas jovens de 14 e 15 anos para Sheffield para fins de actividade sexual em 2002.

### Julho de 2018
Cinco homens foram acusados de um total de 21 delitos, incluindo violação e agressão indecente contra duas menores de dezasseis anos entre 2001 e 2004.

### Outubro de 2018
Um homem foi condenado a nove anos de prisão por actividade sexual com uma criança em Outubro. Darren Hyett levou a menina de 15 anos no seu táxi e encheu-a de presentes quando ele tinha 41 anos.
| Nome         | Idade | Crime                         | Sentença |
| ------------ | ----- | ----------------------------- | -------- |
| Darren Hyett | 55    | Actividade sexual com criança | 9 anos   |

Em finais de Outubro de 2018, sete homens, foram também condenados por crimes sexuais contra cinco jovens cometidos entre 1998 e 2005. Foram inicialmente processados em Setembro como um grupo de 8 homens acusados de vários crimes sexuais contra crianças, dois dos quais teriam violado uma jovem rapariga na floresta de Sherwood entre Agosto de 2002 e 2003, dando-lhe drogas e álcool e ameaçando abandoná-la na floresta se ela não cumprisse as suas exigências. Mais tarde, a jovem teve de fazer um aborto após engravidar. Uma das vítimas disse ter dormido com pelos menos cem homens "asiáticos" quando tinha 16 anos.
| Nome                      | Idade | Crime | Sentença |
| ------------------------- | ----- | --- | -------- |
| Mohammed Imran Ali Akhtar | 37    | Violação, cumplicidade em violação, quatro acusações de agressão sexual, proxenetismo relacionado com uma menor de 21 anos | 23 anos  |
| Nabeel Kurshid            | 39    | Duas violações, e agressão sexual                                                                                          | 19 anos  |
| Iqlak Yousaf              | 34    | Duas violações, duas agressoes sexuais                                                                                     | 20 anos  |
| Tanweer Ali               | 37    | Duas violações, duas agressoes sexuais, detenção ilegal                                                                    | 14 anos  |
| Salah Ahmed El-Hakam      | 39    | Violação | 15 anos  |
| Asif Ali                  | 33    | Duas agressões sexuais | 10 anos  |
| (Nao nomeado)             |       | Duas violações |          |

### Agosto de 2019
Em Agosto de 2019, sete homens tornaram-se os últimos a serem condenados ao abrigo da Operação Stovewood, relacionada com a exploração sexual de sete raparigas adolescentes, mais de uma década antes. Pelo menos quatro já se encontravam na prisão na altura da sentença. Aftab Hussain foi condenado a 24 anos por agressão sexual após ter sido preso durante 3 anos e 4 meses numa investigação separada em Abril de 2016, depois de ter admitido duas acusações de actividade sexual com uma criança e tentativa de intimidação de testemunha. Hussain, que trabalhava num serviço de entregas, contactou a então jovem de 15 anos através dos meios de comunicação social em 2015 e levou-a no seu carro enquanto fazia as entregas e fez depois ameaças se ela contasse a alguém. Masaued Malik foi condenado a 5 anos após ter sido anteriormente condenado a 15 anos em Setembro de 2016 ao abrigo da Operação Clover por delitos semelhantes. Mohammed Ashen confessou-se culpado de três acusações de agressão sexual. Ashen já estava na prisão a cumprir uma pena de 17 anos (que tinha sido reduzida de 19 anos) por homicídio após um incidente numa discoteca em Rotherham em 2005, onde apunhalou Kimberley Fuller nove vezes depois de ela o ter confrontado por lhe ter tocado de forma inadequada. Antes disso, tinha sido preso por ter ameaçado uma antigo parceira com uma faca. Waseem Khaliq foi condenado a 10 anos de prisão. Foi então condenado por mais 45 meses depois de ter admitido três acusações de intimidação de testemunhas, após ter colocado alegações contra as suas vítimas em contas falsas no Facebook e no Twitter.
| Nome           | Idade | Crime                                                                                        | Sentença          |
| -------------- | ----- | -------------------------------------------------------------------------------------------- | ----------------- |
| Aftab Hussain  | 40    | Duas agressões sexuais                                                                       | 24 anos           |
| Abid Saddiq    | 38    | Duas violações, quatro agressões sexuais, duas acusações de sequestro de menores             | 20 anos           |
| Masaued Malik  | 35    | Três agressões sexuais                                                                       | 5 anos            |
| Sharaz Hussain | 35    | Quatro agressões sexuais                                                                     | 4 anos            |
| Mohammed Ashen | 35    | Três agressões sexuais                                                                       | 18 anos           |
| Waseem Khaliq  | 35    | Duas acusações de sequestro de menores, três de intimidaçao de testemunhas e agressão sexual | 13 anos e 9 meses |
| (Nao nomeado)  |       | Duas agressões sexuais                                                                       |                   |

## Investigação da Comissão Independente de Denúncias contra a Polícia
A Comissão Independente de Denúncias contra a Polícia (IPCC) iniciou uma investigação sobre alegações de infracções policiais na sequência do relatório Jay. Foi o segundo maior inquérito que o IPCC realizou após o inquérito sobre o desastre futebolístico de Hillsborough em Sheffield em 1989; esse jogo foi policiado pela Polícia de South Yorkshire. A partir de Março de 2017, nove inquéritos estavam concluídos, sem qualquer condenação relativamente à conduta dos agentes, mas foram feitas recomendações à força policial  sobre o registo de informações. Outras 53 investigações estavam em curso.
De acordo com Andrew Norfolk no jornal The Times, um polícia de Rotherham tinha estado em contacto regular com um dos perpetradores. Num incidente em Março de 2000, ele e um taxista local -  Jahangir Akhtar, que mais tarde se tornou conselheiro de Rotherham - alegadamente arranjaram maneira de Arshid Hussain, possivelmente o líder do bando, entregar uma menina à polícia numa estação de serviço "em troca de imunidade". Outra queixa dizia respeito ao mesmo agente, que alegadamente pediu a duas das vítimas para saírem num encontro. Uma vítima informou a polícia em Agosto de 2013, mas não foi tomada qualquer medida. O IPCC estava também a investigar o agente que não agiu de acordo com o relatório O primeiro agente morreu em Janeiro de 2015 após ter sido atropelado por um carro em Sheffield, num acidente não relacionado.

## Relatório Quilliam em 2017
O caso Rotherham foi um dos vários casos que motivaram investigações que se debruçaram sobre as alegações de que a maioria dos perpetradores das gangues de aliciamento sexual de menores eram britânicos de ascendência paquistanesa; o primeiro foi pelo think tank Quilliam, em Dezembro de 2017, que divulgou um relatório intitulado Group Based Child Sexual Exploitation - Dissecting Grooming Gangs, que alegava que 84% dos infratores eram de origem "asiática". O relatório, elaborado por Haras Rafiq e Muna Adil, ambos de ascendència paquistanesa, examinou 264 condenações em tribunal, verificando que 84% eram "asiáticos", 8% eram negros, 7% eram brancos, e 3 por cento de etnia não conhecida.
Haras Rafiq comentou que não esperavam encontrar tais resultados, mas que infelizmente  estavam enganados.
O  Centro de Crianças Exploradas e Protecção Online (CEOP - Child Exploitation and Online Protection Centre) divide os casos de abuso sexual de menores em dois grupos: no "Tipo 1" os infratores trabalham em grupos tais como gangues  de aliciadores visando vítimas com base na vulnerabilidade; no "Tipo 2" formam redes pedófilas para levar a cabo abusos devido a um interesse sexual específico em crianças. Os casos de Rotherham enquadram-se no tipo 1.
Numa visão mais alargada, uma investigação do CEOP,  publicada em 2012, afirmou que 85% dos considerados culpados de actividade sexual com menores em 2011 eram brancos. Outro estudo do mesmo organismo, publicado no ano seguinte, encontrou 75% de "asiáticos" em casos de gangues de aliciamento, enquanto 100% em redes pedófilas eram brancos. A maioria da população britânica (mais de 80%)  é branca.
O relatório Quilliam conclui: "... dizer que a população asiática que vive no Reino Unido tem um problema de CSE, ou mesmo que a comunidade britânica-paquistanesa tem um problema de CSE é totalmente impreciso e uma deturpação dos factos. É mais correto dizer que há uma classe  de homens asiáticos, na sua maioria confinados a cidades do Norte de Inglaterra, que desenvolveram um método infelizmente bem sucedido de identificação e aliciamento de raparigas jovens e vulneráveis para se envolverem em actividades sexuais com elas."
O relatório foi duramente criticado em 2020 por Ella Cockbain, professora de segurança e ciência do crime na University College London e Waqas Tufail, professor  de Criminologia na Universidade Leeds Beckett, que publicaram Failing Victims, Fuelling Hate: Challenging the Harms of the 'Muslim grooming gangs' Narrative. O documento começa por atacar a própria definição de "gangues de aliciamento" que segundo as autoras não corresponde a nenhuma categoria científica legal ou social. A narrativa dos "gangues de aliciamento" pertenceria a uma tendência mais ampla para a racialização do crime no discurso político e popular. Sarah Champion é acusada de racismo e é posto em dúvida o numero de vítimas apontado por Alexis Jay. A "indústria da islamofobia", e o aproveitamento dos casos pela direita e extrema- direita são bastante destacados.

## Relatório do Home Office em 2020
Um novo relatório sobre aliciamento de menores foi elaborado pelo governo britânico, encomendado por Sajid Javid, de ascendência paquistanesa,  e por fim dado a conhecer em Dezembro de 2020, após ter sido dito inicialmente que seria apenas para uso interno e não era do interesse público.
Era porém intenção de Sajid Javid produzir um relatório abrangente e definitivo sobre o aliciamento de crianças, a ser tornado público. O prólogo de Secretária de Estado do Interior, Priti Patel, política de ascendência indiana, afirma: "... a fim de realmente fazer justiça para as vítimas destes crimes horrendos, precisamos de compreender melhor a ofensa, para que possamos tomar medidas para dissuadir, perturbar, e prevenir os perpetradores."
Patel aponta "as limitadas provas disponíveis" sobre as características dos infractores, como etnia, e idade e contexto dos crimes. Acrescenta: "Alguns estudos indicaram uma representação excessiva de infractores asiáticos e negros. No entanto, é difícil tirar conclusões sobre a etnia dos infratores dado que a investigação existente é limitada e a recolha de dados é deficiente. Isto é decepcionante porque os factores comunitários e culturais são claramente relevantes para compreender e combater a ofensa. (...) Vítimas e sobreviventes destes crimes abomináveis disseram-me como foram decepcionados pelo Estado em nome do politicamente correto. O que aconteceu a estas crianças permanece uma das maiores manchas na consciência do nosso país."
O próprio relatório não consegue chegar a conclusões precisas sobre os aspectos do aliciamento por grupos. Não existem dados fiáveis sobre a etnia dos abusadores. De acordo com dados oficiais de 2011,  não existia informação básica sobre os abusadores em cerca de metade  dos casos; dos casos restantes, a etnia não fora registada em 38%. Dos outros, 30% eram brancos e 28% "asiáticos" (página 26). Um estudo menor, de 2013, sobre 306 abusadores, achou 75% de "asiáticos" (página 26). Não são focados os aspectos do racismo ou religião
A "falta de dados de boa qualidade", diz o relatório, limita o que se pode saber sobre as características e comportamento dos infratores e das vítimas (página 27). O relatório conclui, contudo, que a maioria dos abusadores são brancos, o que não surpreende num país de população maioritáriamente branca.

### Reações ao relatório
Nazir Afzal, que como procurador levou a cabo acções judiciais contra os bandos de aliciadores de Rochdale, congratulou-se com o relatório. "Confirma que os homens brancos continuam a ser os infratores mais comuns, o que é algo raramente mencionado pelos comentadores de direita", disse ele. "Contudo, não hesita em mostrar que os homens do sul da Ásia e  britânico-paquistaneses são desproporcionadamente encontrados em casos de grande visibilidade."
Para Patrick O'Flynn, escrevendo no Spectator, o relatório, cuja publicação tardia mesmo assim representou algum progresso, é um exercício de ofuscamento. Não consegue responder satisfatóriamente â questão principal de qual é realmente a extensão do envolvimento de britânicos  de origem paquistanesa nas gangues.
Uma vítima e sobrevivente, Sammy Woodhouse, afirmou: "Quero justiça. (...) Se compreendermos quem está a fazer isto, podemos preveni-lo e enfrentá-lo. Mas o relatório não faz isso. É inútil".
A organização conservadora Christian Concern chama o relatório "desapontador". Tim Dieppe anota que o documento não se baseia em novas pesquisas governamentais, mas em pesquisas anteriores jà publicadas e repletas de dados em falta. Nao há menção de religião como um possível factor a ser considerado.

## Outras considerações sobre o escândalo
Em 2018, sob o pseudónimo de Ella Hill, uma sobrevivente das gangues de Rotherham sublinha o seu aspecto de extremismo religioso. Espancada, torturada e violada, um dos seus violadores citava suras do Alcorão enquanto a espancava. Tal como os terroristas islamistas, os membros das gangues acreditam que os crimes que cometem são justificados pela sua religião. Deixaram claro que por ela ser não-muçulmana, não virgem, e por não se vestir "modestamente", merecia ser "castigada". Ou obedecia ou era sovada.
Em Novembro de 2017, o governo sueco declarou que a violência sexual é utilizada como uma "tática terrorista" e a ligação entre o terrorismo e as violações de gangues islâmicas na Suécia é agora reconhecida.
Yasmin Alibhai-Brown comenta sobre "a questão que ninguém levanta": como é que os homens envolvidos no bando de aliciamento sexual de crianças em Rotherham tratam as suas próprias esposas e filhas? Ela conclui que a maioria deles se comporta tão abominávelmemte dentro de casa como no exterior quando caçam jovens. Eles querem controle. Alguns - uma pequena minoria - sentem uma espécie de amor pelas mulheres da família, mas muitos têm "opiniões monstruosas" sobre a igualdade sexual e o desejo feminino. O lar é uma jaula onde não são permitidos prazeres, e as esperanças e as liberdades morrem. Segundo Yasmin Alibhai-Brown, os  predadores sexuais de famílias tradicionais paquistanesas e muitas outras comunidades minoritárias pensam que todas as mulheres são "formas de vida inferiores".
Também Joan Smith encontra um ponto comum entre os terroristas de várias ideologias: na maioria, são violentamente misógenos. Uma elevada proporção tem  uma história anterior de agressões a esposas, namoradas e  familiares femininos, muito antes de atacarem estranhos. Tais são os casos de Darren Osborne (extrema direita) e Khalid Masood (islamista).
Segundo a ativista Ayaan Hirsi Ali, o caso das gangues de aliciamento no Reino Unido ilustra bem o fracasso dos esforços das gerações anteriores para a integração. Esperava-se que ao longo do tempo as atitudes dos imigrantes iriam ajustar-se ao diferente estatuto das mulheres no mundo ocidental. Hirsi Ali pensa que é uma esperança ilusória. Ao invés, ela afirma  que  estamos a viver uma silenciosa mas  significativa erosão dos direitos da mulher em alguns bairros da Europa. A  continuar, irá afectar cada vez mais lugares ; mais e mais ruas se tornarão inseguras para as mulheres. Por enquanto, estes bairros têm duas coisas em comum: baixos rendimentos e um grande número de imigrantes provenientes de países de maioria muçulmana. Em termos simples, aponta Hirsi Ali que provas de má conduta sexual por alguns imigrantes muçulmanos fornecem aos populistas e grupos de direita  um poderoso instrumento para demonizar todos os muçulmanos imigrantes. Segundo a ativista, é necessário tirar esta questão da zona tabu, para a discussão deixar de ser monopolizada por esses elementos. A discussão franca também desafiaria os islamistas, que propoêm um  remédio que provocaria sérios recuos nos direitos femininos.